# Фрейре, Николас
Никола́с Ома́р Фре́йре Го́мес (исп. Nicolás Omar Freire Gomez; род. 18 февраля 1994, Санта-Лусия, Корриентес, Аргентина) — аргентинский футболист, защитник клуба «УНАМ Пумас», выступающий на правах аренды за клуб «Интер Майами».

## Биография
Николас Фрейре — воспитанник «Архентинос Хуниорс», также занимался в школе клуба КАИ. В основном составе «жуков» дебютировал 17 марта 2013 года в матче чемпионата Аргентины против «Боки Хуниорс». Фрейре провёл весь матч на «Бомбонере», завершившийся со счётом 1:1.
По итогам сезона 2013/14 вылетел с командой из Примеры. В 2014 году играл очень мало, но не покинул «Архентинос», которому помог добыть путёвку обратно в элитный дивизион. В 2016 году вновь покинул Примеру. В Примере B Насьональ сезона 2016/17 был одним из ключевых игроков «жуков», сыграв 39 матчей в турнире и забив два гола.
В 2017 году права на футболиста приобрёл уругвайский клуб «Торке», который входит в международную группу City (которая владеет, среди прочего, такими клубами, как «Манчестер Сити» и «Жирона»). В сезоне 2017/18 выступал на правах аренды за нидерландский «ПЕК Зволле». В 2018 году был отдан в аренду в эквадорский «ЛДУ Кито».
В июне 2019 года перешёл в мексиканский «УНАМ Пумас».
В июле 2023 года отправился в аренду греческий «Олимпиакос» на один год с опцией выкупа летом 2024 года.
23 января 2024 года был арендован американским «Интер Майами» до конца сезона MLS 2024. Дебютировал в MLS 2 марта в матче против «Орландо Сити».